# 21-ша армія (СРСР)
Двадця́ть пе́рша а́рмія (21 А) — загальновійськова армія у складі Збройних сил СРСР з червня 1941 по вересень 1945.

## Командування
- Командувачі:
  - генерал-лейтенант Герасименко В. Ф. (червень 1941 — 10 липня 1941),
  - генерал-полковник Кузнецов Ф. І. (10-26 липня та 5-10 жовтня 1941),
  - генерал-лейтенант Єфремов М. Г. (26 липня 1941 — 7 серпня 1941),
  - генерал-майор Гордов В. М. (7 серпня 1941 — 24 серпня 1941 та 15 жовтня 1941 — 5 червня 1942),
  - генерал-лейтенант Кузнецов В. І. (25 серпня 1941 — 26 вересня 1941),
  - генерал-лейтенант Черевиченко Я. Т. (29 вересня 1941 — 4 жовтня 1941),
  - генерал-майор Данилов О. І. (4 липня 1942 — 1 листопада 1942),
  - генерал-лейтенант Чистяков І. М. (листопад 1942 — квітень 1943),
  - генерал-лейтенант Крилов М. І. (12 липня 1943 — 24 жовтня 1943),
  - генерал-лейтенант Журавльов Є. П. (24 жовтня 1943 — лютий 1944),
  - генерал-лейтенант Швецов В. І. (лютий — квітень 1944),
  - генерал-лейтенант, з червня 1944 генерал-полковник Гусєв Д. М. (квітень 1944 — травень 1945).